# Josh Dylan
Josh Dylan, né le 19 janvier 1994 à Londres, est un acteur britannique surtout connu pour son rôle de capitaine Adam Hunter dans Alliés (2016) ainsi que celui de Bill (jeune) dans Mamma Mia! Here We Go Again. 

## Carrière
Josh Dylan a été formé à la Guildhall School of Music and Drama de Londres,.
En 2017, il a joué dans la pièce de théâtre Sheppey au Orange Tree Theatre et a remporté le prix Off West End 2017 du meilleur acteur de soutien.

## Filmographie

### Film
- 2016 : Alliés : Capitaine Adam Hunter
- 2018 : Mamma Mia! Here We Go Again : Bill (jeune)
- 2018 : Le petit étranger : Bland

### Télévision
- 2019 : The End of the F***ing World : Todd Alan King
- 2020 : Noughts + Crosses : Jude McGregor [4]
- 2023 : The Buccaneers : Lord Richard Marable
- 2024 : Master of the air